# Cot Seurani
Cot Seurani is een bestuurslaag in het regentschap Aceh Utara van de provincie Atjeh, Indonesië. Cot Seurani telt 1927 inwoners (volkstelling 2010).